# Лер (река)
Лер (фр. L'Eyre), или Лейр, Лёйр (Leyre), — река на юго-западе Франции в Новой Аквитании (Гасконь). Длина — 119 км. Площадь водосборного бассейна — 1700 км².
Истоки реки находятся в Ландах, далее русло направлено на северо-запад, где впадает в Аркашонский залив, опресняя в значительной степени воду залива. Река — результат слияния двух притоков — Гран-Лер и Пети-Лер.
Река протекает по территории департамента Ланды.

## Галерея

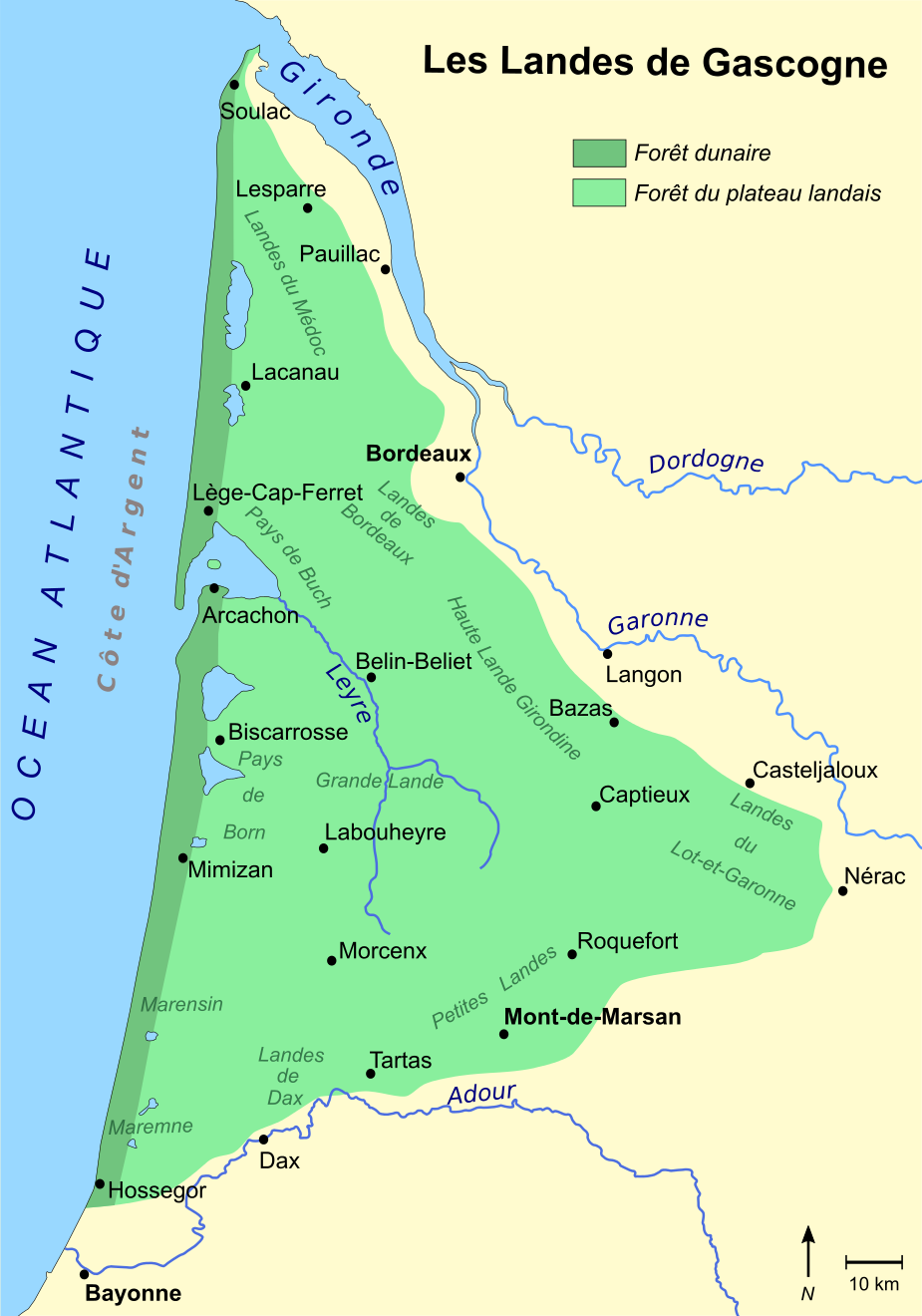
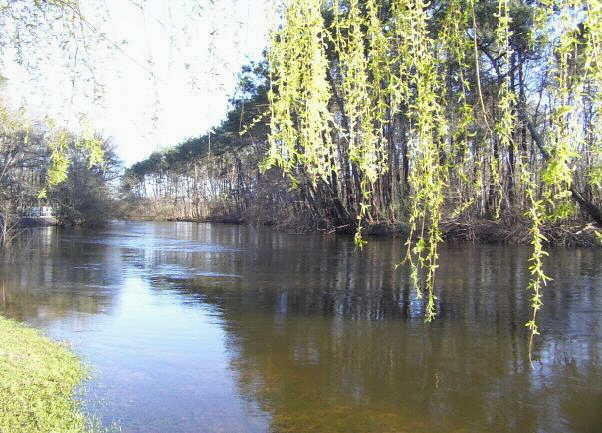
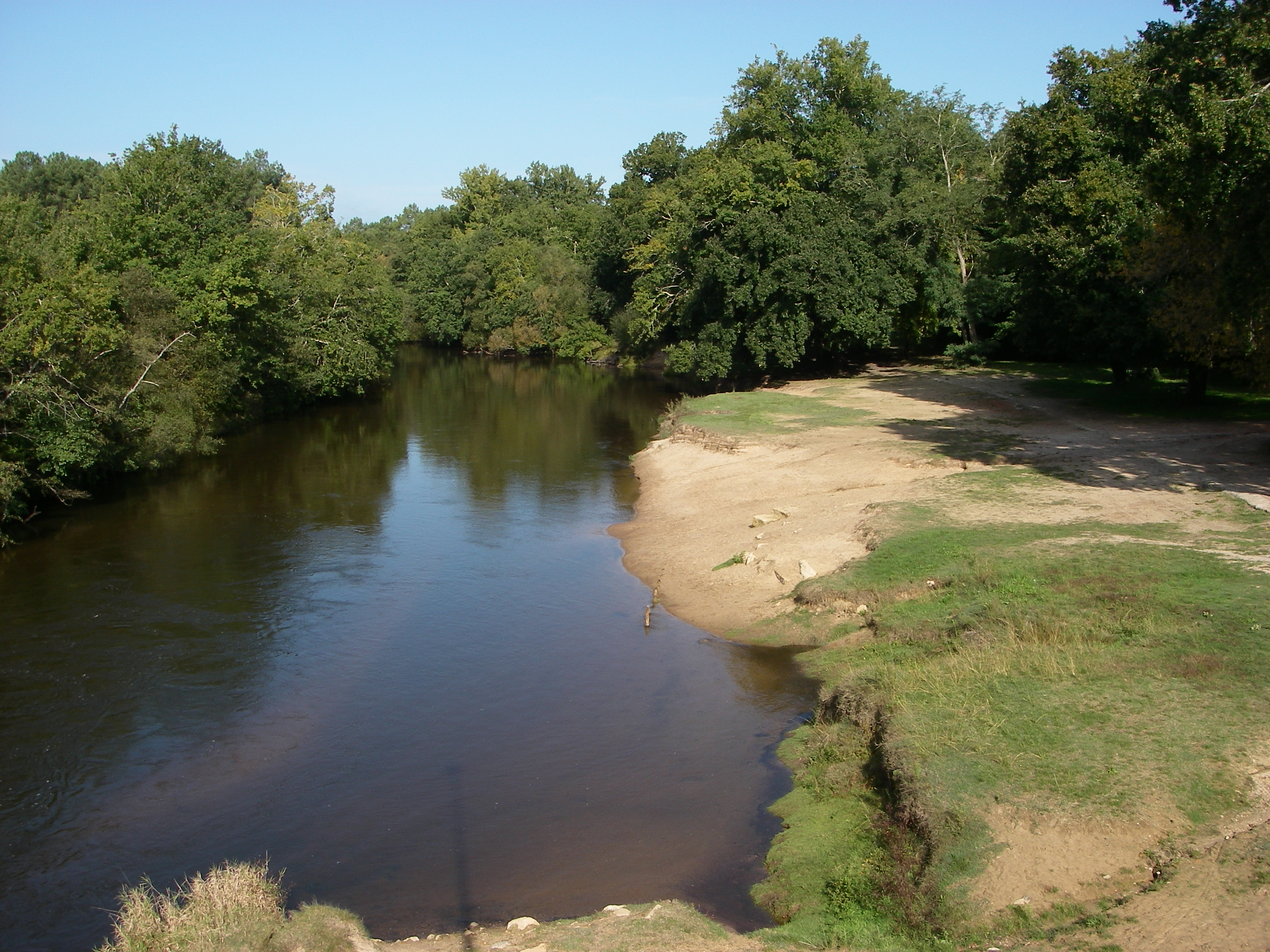